# Chloropoea imitator
Chloropoea imitator är en fjärilsart som beskrevs av Henry Trimen 1873. Chloropoea imitator ingår i släktet Chloropoea och familjen praktfjärilar. Inga underarter finns listade i Catalogue of Life.